# 海洋学

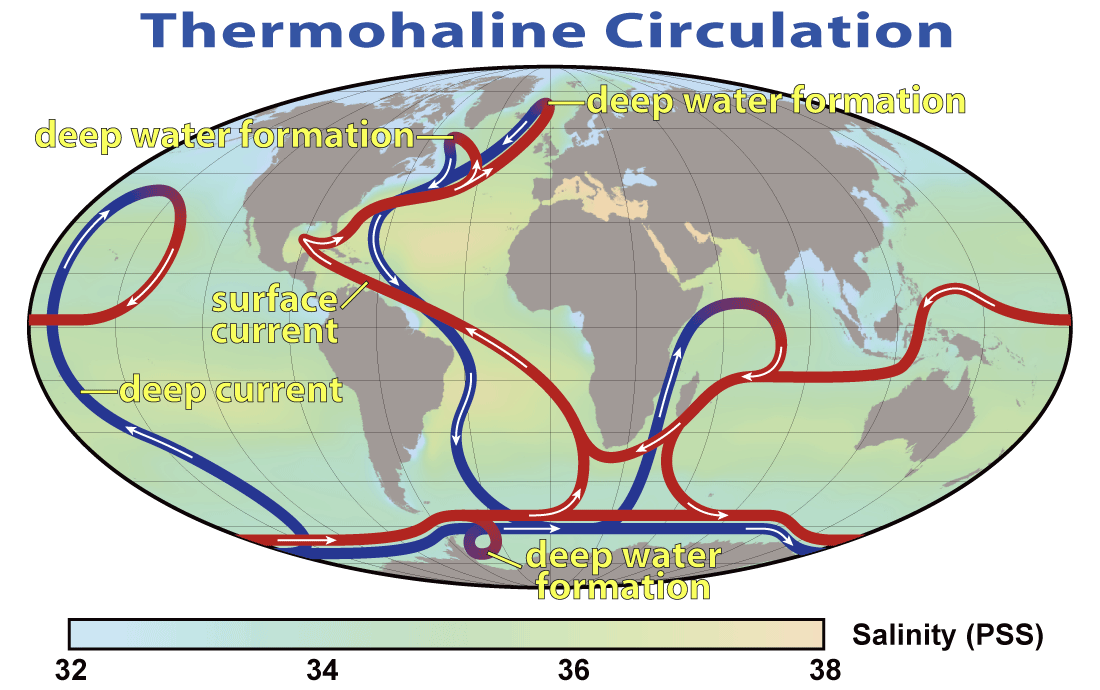
温盐环流路径的概述。蓝色路径是深层的水流，而红色路径是表层水流。

海洋学（英語：oceanography）是研究海洋的自然现象、性质及其变化规律，以及开发利用海洋的知识体系。它是研究海洋的地理学的分支。它涵盖了广泛的主题，包括生态系统动力学、洋流、波浪、地球物理流体动力学。板块构造、海底地质，以及各种化学物质和物理性质在海洋内及其边界的通量。这些不同的主题反映了海洋学家融合多个学科对世界洋的进一步认识和对天文学、生物学、化学、气候学、地理学、地质学、水文科学、气象学、物理学中的过程的理解。古海洋学研究了地质历史中海洋历史。

## 發展歷史
人類在史前時代就有了關於海浪和洋流的知識。科學形式海洋研究的雛型可以追溯到古希臘，亞里士多德和斯特拉波記錄下了對潮汐的觀測。但早期海洋探索主要目的在於製圖，儘管也用了鉛線做深度探測，人類對海洋的了解相當長時間都局限在淺層區域。19世紀中葉，英國皇家海軍嘗試繪製全世界的海岸線，發現大部分海洋似乎都相當深。

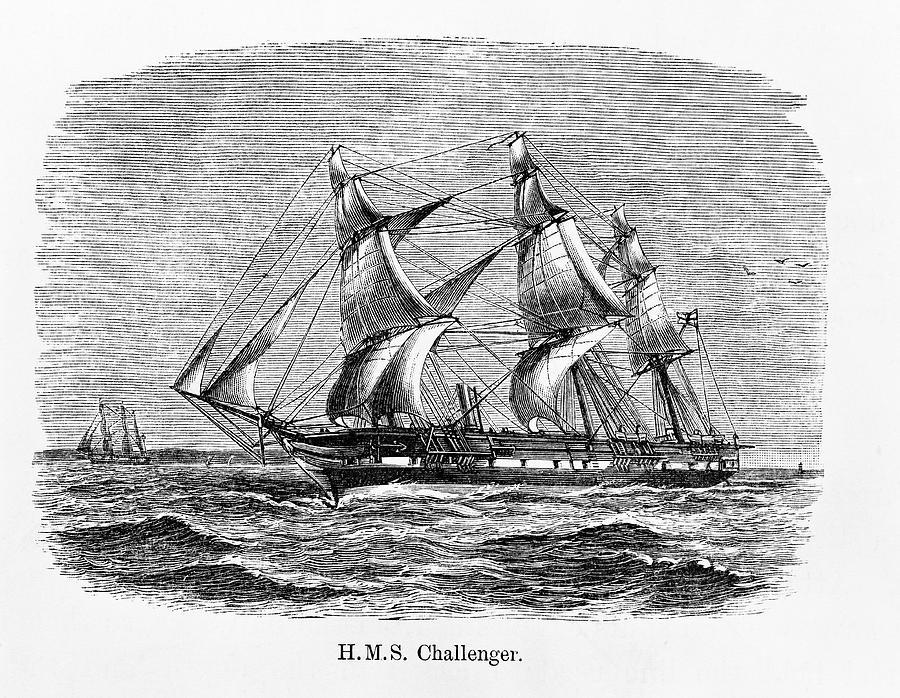
1874年的挑战者号。

開啟現代科學海洋學的是1872-76年的挑戰者號遠征。英國政府1871年接受皇家學會的建議，宣布探索世界大洋並進行科學調查。由威維爾·湯姆森和約翰·默里發起，改裝了皇家海軍的挑戰者號並配備獨立的自然史和化學實驗室。在湯姆森的科學監督下，近7萬海里（13萬公里）的航程總共進行了492次深海探通、133條海底挖掘、151次開闊水域拖網和263次連續水溫觀測，並發現約4700種新的海洋生物。挑戰者號遠征是人類史上第一次真正海洋巡航的科學考察，為整個學術和研究學科奠定了基礎。約翰·默里之後在愛丁堡大學繼續研究，這裡在20世紀仍然是海洋研究的中心。 默里是第一個研究海洋峽谷的人，特別是大西洋中洋脊，並繪製了海洋中的沉積物。 他試圖根據鹽度和溫度的觀測繪製出世界洋流，並首先正確地了解珊瑚礁發展的性質。
十九世紀末，其他西方國家陸續派出科學考察隊。第一艘海洋調查船，美國的信天翁號建於1882年。1893年，挪威科學家弗里喬夫·南森讓他的調查船前进号凍結在北極的海冰上三年，長時間在固定地點獲得海洋學、氣象和天文數據。由約翰·默里和約翰·霍傑特所領導1910年為期四個月的北大西洋考察團，是迄今最雄心勃勃的海洋學和海洋動物學計畫。第一次聲學測量海深在1914年。1925年至1927年間，“流星”考察隊使用回聲測深儀收集了70,000次海洋深度測量，探勘大西洋中洋脊。

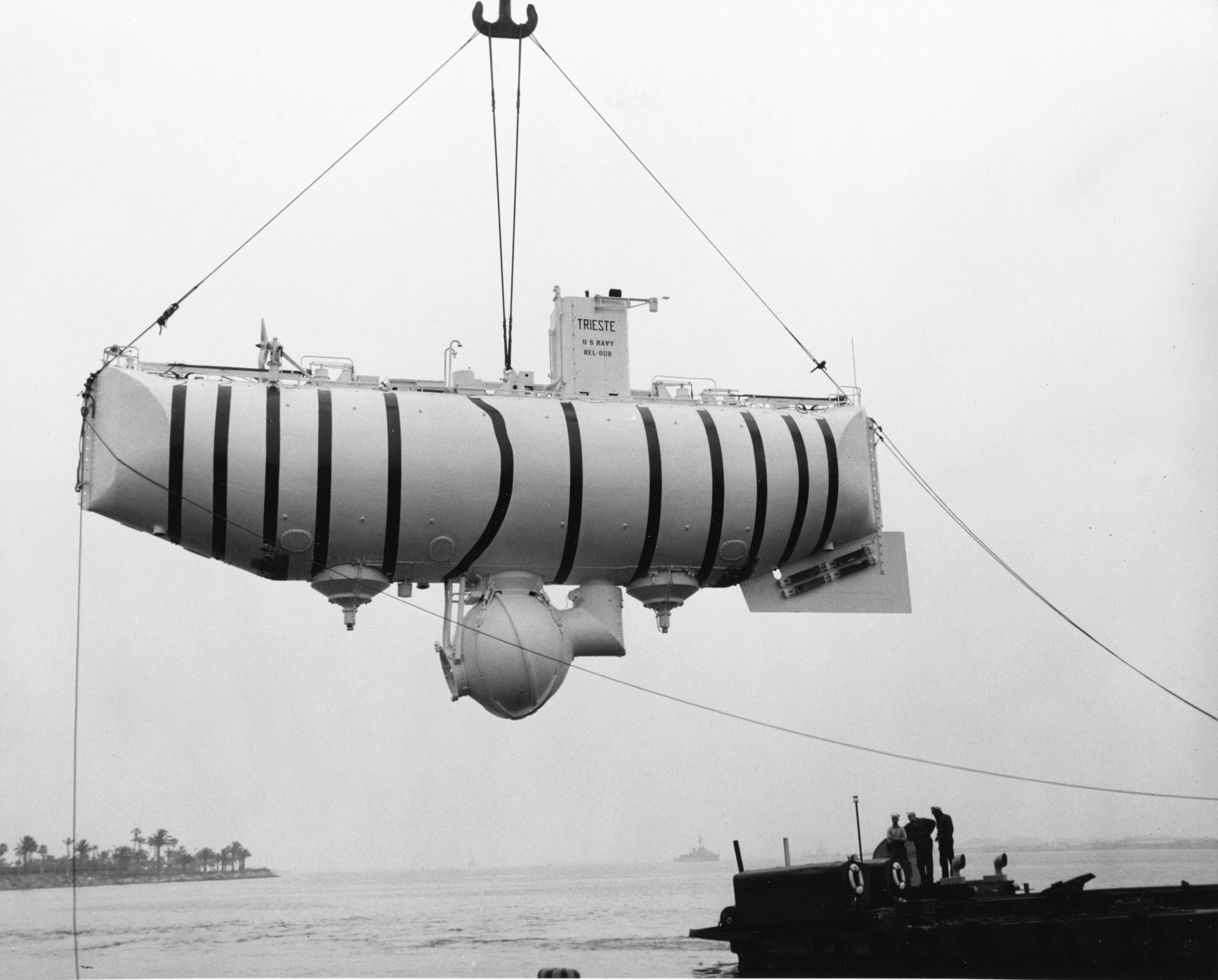
1958年里雅斯特號深潛艇。

50年代，瑞士物理學家奧居斯特·皮卡爾發明深潛艇，並利用里雅斯特號來研究海洋的深度。1953年，莫里斯·尤因和布魯斯·希森發現了沿著大西洋中洋脊延伸的全球洋脊系統; 1954年，蘇聯的北極研究所發現了北冰洋的海底山脈。 1960年哈里·哈蒙德·赫斯發展了海底擴張學說。1958年美國核潛艇鸚鵡螺號第一次在北極進行了冰封航程，並抵達北極點。1962年，聖地牙哥加利福尼亞大學建立了能夠在所有海洋中運作，長108公尺的浮式儀器平台（FLIP）。
70年代開始，大型電腦開始應用於海洋學，對海洋條件進行數值計算，視其為整體環境變化預測的一部分。同時也廣泛地設置海洋浮標，以取得更完整的觀測資料。另外，大洋鑽探計劃始於1966年。海底熱泉則在1977年由約翰·科里斯和羅伯·巴拉德搭乘阿爾文號發現。
近年來海洋學的研究特別著重在海洋酸化、海洋熱含量、洋流、聖嬰現象、甲烷水合物蘊藏、碳循環、沿海侵蝕、風化和氣候變化中氣候回饋的交互作用。研究海洋與了解全球氣候變遷、潛在的全球暖化和相關生物圈問題有關。由於蒸發、降水以及熱通量（和太陽日照），大氣和海洋是緊密聯繫的。風壓是驅動洋流的主要動力，海洋是大氣二氧化碳的吸收庫。所有這些因素都與海洋的生物地球化學有關。

## 学科体系

### 学科分支
海洋學研究分為四大部分：
- 物理海洋学，或稱海洋物理學，研究海洋的物理屬性，包括溫度-鹽度結構、混合層、表面波、內波、表面潮汐、內部潮汐和洋流。
- 化学海洋学（英语：chemical oceanography），或稱海洋化學，是研究和了解海水特性及其變化的基礎;海洋網絡則以地球化學循環（英语：Geochemical cycle）為基礎。
- 地質海洋學，或稱海洋地质学，研究海底地質，包括板塊構造和古海洋學。
- 生物海洋學，或稱海洋生物学，研究海洋環境的物理、化學和地質特徵中，海洋生物的生態學，以及個體海洋生物的生物學。

### 相關學科
- 水文學
- 水文地理學
- 沿海地理學（英语：Coastal geography）
- 生物地理學
- 冰川學
- 氣象學
- 氣候學
- 地球物理學
- 海洋科學
- 環境科學
- 生物地球化學

### 應用與交叉學科
- 航海海洋学
- 渔场海洋学
- 军事海洋学
- 区域海洋学
- 海洋氣象學（英语：Metocean）
- 海洋环境学
- 海洋考古學（英语：Maritime archaeology）
- 海洋工程
- 海洋石油和天然气开采工程
- 深海采矿工程
- 海洋能开发工程
- 海洋水下工程
- 海洋空间开发工程
- 海岸工程
- 海港工程
- 围海工程
- 海水养殖
- 海水淡化工程
- 海水综合利用工程